# Midori no hibi
Midori no hibi (jap. 美鳥の日々) – manga autorstwa Kazurou Inoue, publikowana w magazynie „Shūkan Shōnen Sunday” wydawnictwa Shōgakukan od września 2002 do lipca 2004. Jej rozdziały zebrano w 8 tomach. 
Na jej podstawie studio Pierrot stworzyło 13-odcinkowy serial anime, który emitowano od kwietnia do czerwca 2004. 

## Fabuła
Seiji Sawamura jest najtwardszym uczniem w swoim liceum. Choć jego oceny nie są najlepsze, ponieważ częściej wdaje się w bójki, niż się uczy, zawsze staje w obronie słabszych przed dręczycielami. Niektórzy koledzy z klasy go podziwiają, a Midori Kasugano, uczennica z innej szkoły, od dawna darzy go skrytą miłością. Jednak większość uczniów się go boi, co sprawia, że Seiji nie może znaleźć dziewczyny. W akcie desperacji mówi do siebie, że chce mieć dziewczynę, bez względu na to, kim ona będzie. Wtedy ku swojemu zaskoczeniu zauważa, że w miejscu jego prawej ręki pojawiła się miniaturowa Midori. Od tej chwili oboje muszą nauczyć się żyć w tej niespodziewanej i wymuszonej bliskości.

## Bohaterowie

### Główni
- Midori Kasugano (jap. 春日野 美鳥 Kasugano Midori)

Seiyū: Mai Nakahara 
- Seiji Sawamura (jap. 沢村 正治 Sawamura Seiji)

Seiyū: Kishō Taniyama 

### Poboczni
- Takako Ayase (jap. 綾瀬 貴子 Ayase Takako)

Seiyū: Reiko Takagi 
- Rin Sawamura (jap. 沢村 凛 Sawamura Rin)

Seiyū: Atsuko Yuya 
- Kouta Shingyoji (jap. 真行寺 耕太 Shingyōji Kōta)

Seiyū: Rie Kugimiya 
- Osamu Miyahara (jap. 宮原 オサム Miyahara Osamu)

Seiyū: Hirofumi Nojima 
- Shuichi Takamizawa (jap. 高見沢 修一 Takamizawa Shūichi)

Seiyū: Yūji Ueda 
- Shiori Tsukishima (jap. 月島 栞 Tsukishima Shiori)

Seiyū: Yukari Tamura 
- Haruka Kasugano (jap. 春日野 遥 Kasugano Haruka)

Seiyū: Sayaka Ōhara 

## Manga
Seria ukazywała się w magazynie „Shūkan Shōnen Sunday” wydawnictwa Shōgakukan od 18 września 2002 do 21 lipca 2004. Jej rozdziały zostały zebrane w 8 tomach typu tankōbon, wydawanych od 18 stycznia 2003 do 18 października 2004.
| Nr | Data wydania (język japoński) | ISBN (język japoński)  |
| -- | ----------------------------- | ---------------------- |
| 1  | 18 stycznia 2003              | ISBN 978-4-09-126651-4 |
| 2  | 18 kwietnia 2003              | ISBN 978-4-09-126652-1 |
| 3  | 18 lipca 2003                 | ISBN 978-4-09-126653-8 |
| 4  | 18 października 2003          | ISBN 978-4-09-126654-5 |
| 5  | 18 marca 2004                 | ISBN 978-4-09-126655-2 |
| 6  | 17 kwietnia 2004              | ISBN 978-4-09-126656-9 |
| 7  | 18 czerwca 2004               | ISBN 978-4-09-126657-6 |
| 8  | 18 października 2004          | ISBN 978-4-09-126658-3 |

## Anime
Telewizyjny serial anime na bazie mangi był emitowany w tvk i innych stacjach UHF od 4 kwietnia do 27 czerwca 2004. Seria została wyprodukowana przez studio Pierrot, reżyserią zajął się Tsuneo Kobayashi, projekty postaci wykonała Yuko Kusumoto, a muzykę skomponował Yoshihisa Hirano. Motywem otwierającym jest „Sentimental” (jap. センチメンタル Senchimentaru) autorstwa CooRie, natomiast końcowym „Mōsukoshi... mōsukoshi...” (jap. もう少し...もう少し...) w wykonaniu Saori Atsumi.